# Grigorij Sokolnikov

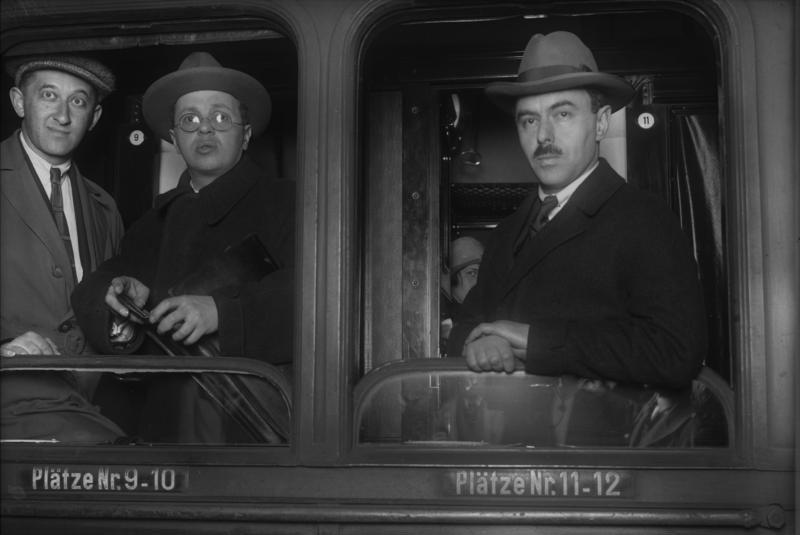
Sokolnikov (vpravo) odjíždí jako člen sovětské delegace na Ženevskou konferenci roku 1927

Grigorij Jakovlevič Sokolnikov (rusky Григорий Яковлевич Соколников, vlastním jménem Girš Jankelevič Brilliant (Бриллант); 15. srpna 1888, Romny – 21. května 1939, Moskva) byl sovětský politik a diplomat.

## Životopis

### Mládí
Grigorij Sokolnikov se narodil v rodině židovského lékaře.
Roku 1905 přimkl k bolševikům. S Nikolajem Bucharinem svolal Sokolnikov v roce 1907 národní mládežnickou konferenci v Moskvě, která později byla považována za předchůdce Komsomolu. V roce 1908 byl deportován na Sibiř. Za šest měsíců utekl do Moskvy a poté do Paříže, kde studoval na Sorbonně.

### Revoluce
Po vypuknutí únorové revoluce roku 1917 se Sokolnikov vrátil do Ruska. Do říjnové revoluce pobýval v Brestu, kde také podepsal Brestlitevskou smlouvu. V letech 1918–1921 dohlížel na uchopení sovětské moci v Turkestánu.

### Sovětský politik

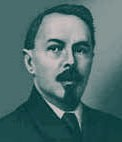
Grigorij Sokolnikov

V roce 1920 se Sokolnikov vrátil do Moskvy, kde začal pracovat pro stranické noviny Pravda. V roce 1922 až do roku 1926 byl lidovým komisařem financí. Roku 1923 vstoupil do politbyra spolu s Felixem Dzeržinským, Lvem Kameněvem, Georgijem Pjatakovem, Karlem Radkem, Josifem Stalinem, Lvem Trockým a Georgijem Čičerinem.
Podle Stalinova sekretáře Borise Bažanova často Sokolnikov kritizoval Stalina a požadoval jeho vyloučení z funkce generálního tajemníka.
Roku 1929 se stal Sokolnikov velvyslancem v Londýně. Král Jiří V. ho však nechtěl z osobních důvodů přijmout, proto musel Sokolnikov počkat až na souhlas následníka trůnu Eduarda.

### Politický pád
Roku 1935 se Sokolnikov stal zástupcem lidového komisaře pro lesní hospodářství. V roce 1936 byl zatčen, obviněn ze spolupráce s trockisty a odsouzen na deset let vězení.

### Fyzický konec
O dva roky později, dne 21. května 1939, byl Sokolnikov napaden spoluvězni, tentýž den na následky zranění zemřel. Roku 1988 byl rehabilitován.